# Chrześcijaństwo w Korei Północnej

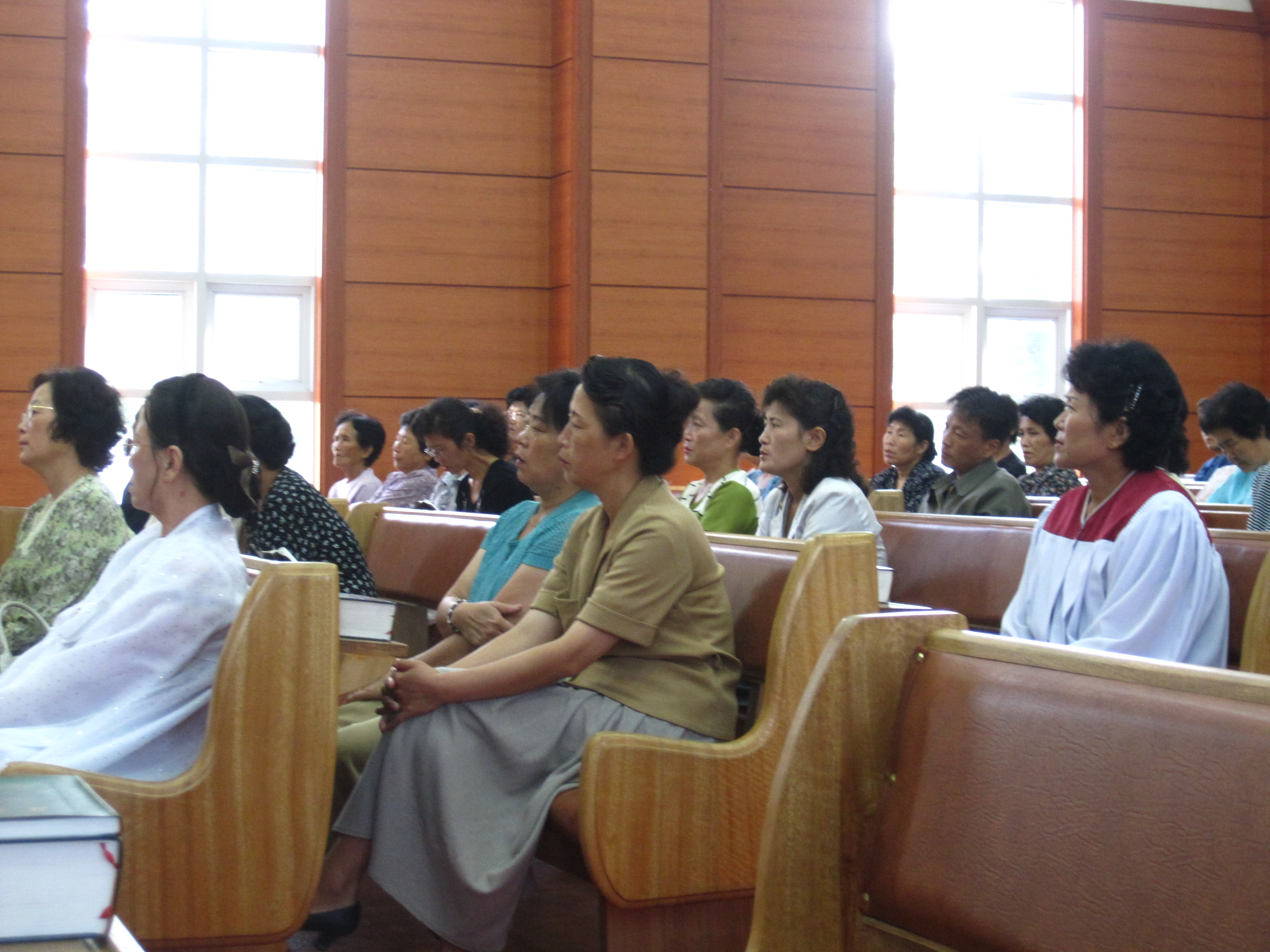
Propagandowe nabożeństwo odbywające się w jednym z kościołów protestanckich w Pjongjangu

Chrześcijaństwo w Korei Północnej ze względu na totalitarny charakter państwa występuje w postaci szczątkowej. Oficjalna doktryna polityczna dżucze zakazuje istnienia w tym kraju innych ideologii niż dżucze (w tym religii). Ustalenie szacunkowej liczby chrześcijan w Korei Północnej jest niemożliwe. Hipotezy o rzeszach chrześcijan nielegalnie wyznających swoją wiarę nie zostały potwierdzone.

## Sytuacja obecna
W Korei Północnej istnieją nieoficjalnie dwie grupy chrześcijan. Do pierwszych należą wierni Kościołów protestanckich, a drugiej komuniści, którzy przyjęli chrześcijaństwo. Ze względu na surowe prawo zakazujące praktykowania religii, większość koreańskich chrześcijan nie ujawnia się, przez co nie wiadomo dokładnie, ilu chrześcijan żyje w Korei (szacuje się, że 1,48% mieszkańców jest chrześcijanami, choć niektóre źródła podają, że w Korei Północnej żyje tylko ok. 200 chrześcijan, w większości mają to być starsi ludzie urodzeni przed wojną koreańską). Sama Korea Północna jest krajem ateistycznym, choć rząd oficjalnie głosi, że zapewnia wolność sumienia i wyznania.
W Pjongjangu istnieją nieliczne kościoły kontrolowane przez rząd (jedna cerkiew prawosławna, jeden kościół katolicki i dwa kościoły protestanckie). Kościoły te mają funkcję propagandową, pokazującą zagranicznym gościom pozorne istnienie wolności religijnej. Istnieją także kościoły przeznaczone dla zagranicznych dyplomatów.
Władze państwowe Korei Północnej uznają chrześcijaństwo za religię zagrażającą obecnemu porządkowi politycznemu. Propaganda północnokoreańska głosi, że podczas wojny koreańskiej misjonarze chrześcijańscy różnych wyznań dokonywali zbrodni na bezbronnych dzieciach. Chrześcijaństwo jest tożsame ze Stanami Zjednoczonymi, uchodzącymi za największego wroga Korei Północnej. Agresywna propaganda wymierzona w Stany Zjednoczone była używana m.in. w 1999 roku, gdy Stany Zjednoczone były największym zagranicznym ofiarodawcą pomocy humanitarnej dla Korei Północnej. Obawiają się, że chrześcijaństwo odegra w tym kraju taką samą rolę, jaką religia ta odegrała w sferze publicznej w krajach Europy Środkowej i Wschodniej w latach 80.

## Historia

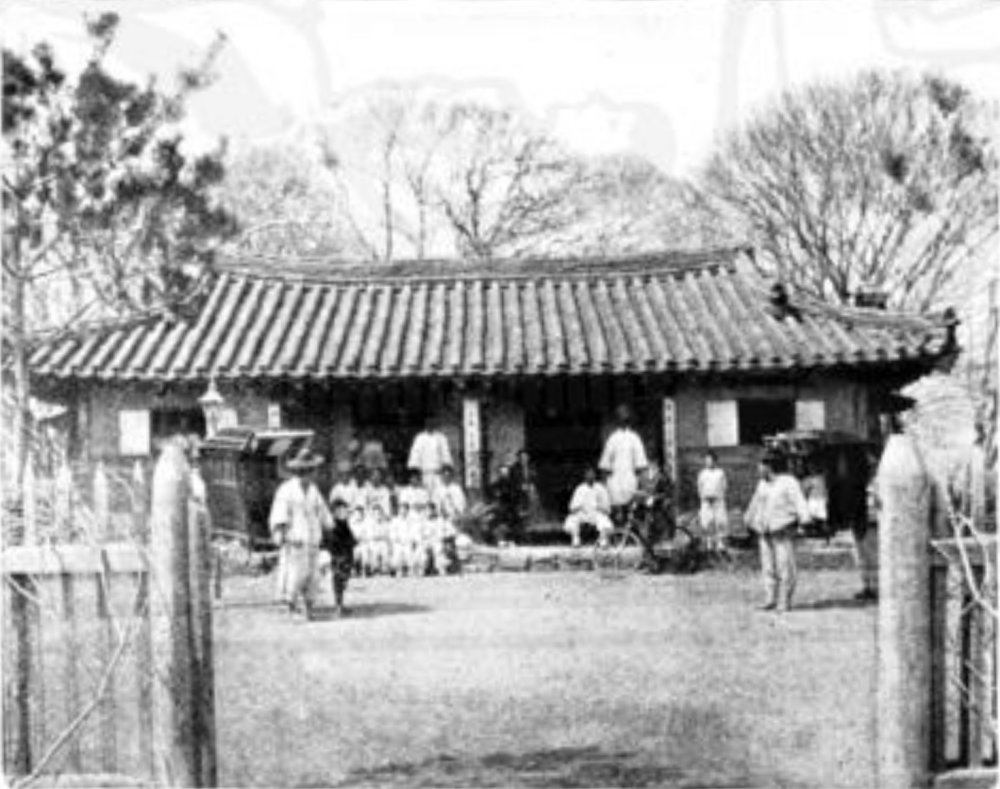
Kościół protestancki w prowincji Ryong’yŏn z 1895 roku

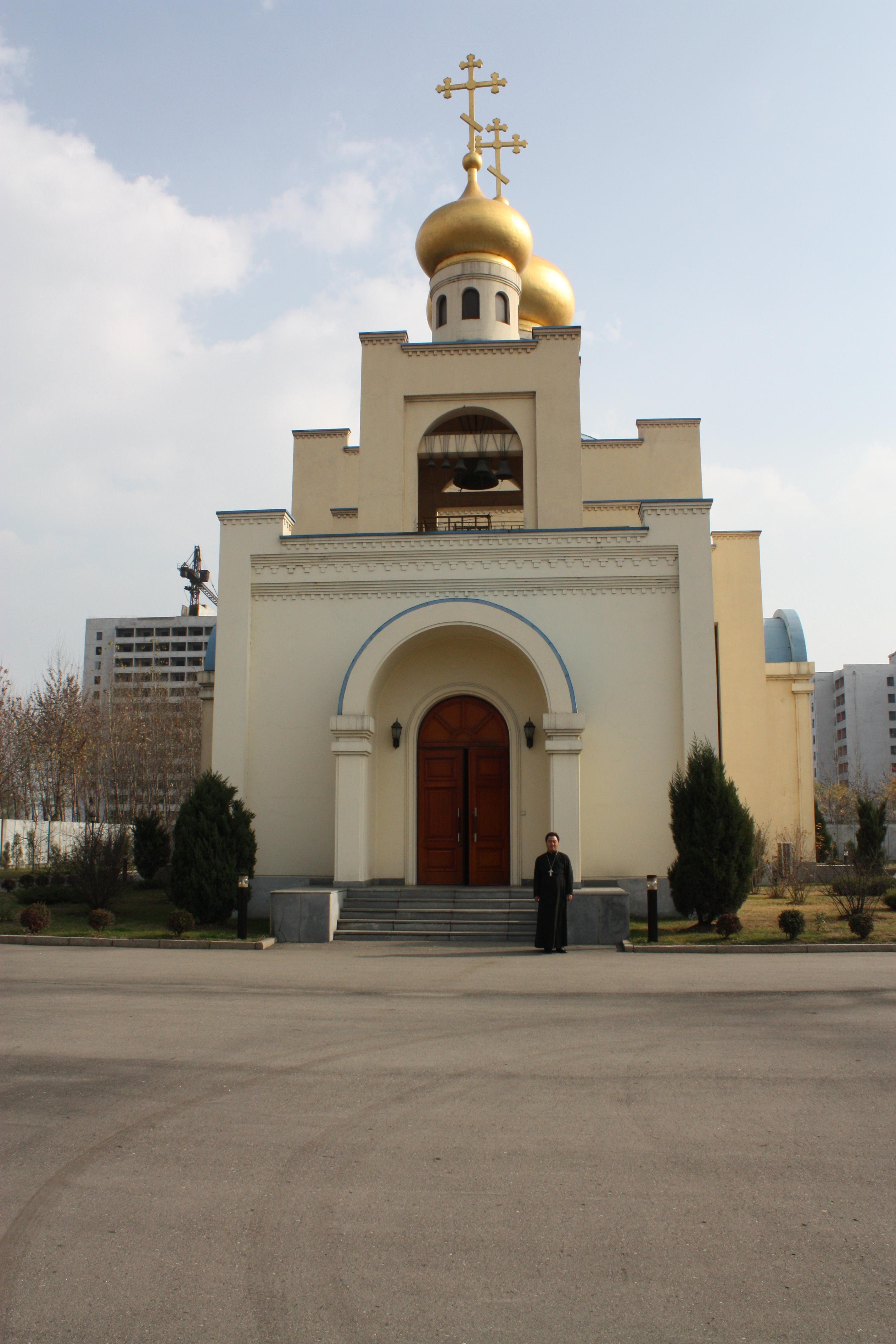
Cerkiew Trójcy Świętej w Pjongjangu

Jeszcze przed powstaniem Korei Północnej Pjongjang z licznymi starymi kościołami był nazywany „Jerozolimą Wschodu”. Przed podziałem Korei na dwa państwa północna część uchodziła za bastion chrześcijan i konserwatystów. Według amerykańskiej organizacji Cornerstone Ministries (odpowiedzialnej za dostarczanie Biblii do Korei Północnej) podczas wojny koreańskiej zniszczono 2289 wspólnot chrześcijańskich, liczących do 300 tys. członków. Po utworzeniu Korei Północnej władze komunistyczne wprowadziły totalitarny reżim komunistyczny. Po 1958 chrześcijanie byli masowo wysyłanie do obozów koncentracyjnych.
W 1951 roku ukazała się nowela Szakale, opowiadająca o amerykańskich misjonarzach mordujących dzieci za pomocą zastrzyków ze śmiertelnymi środkami. Nowela cieszy się w Korei Północnej dużą popularnością, w 2003 roku została ponownie wydana.

### Wizyty Billy’ego Gramaha w 1992 i 1994
W 1992 roku Koreę Północną po raz pierwszy odwiedził amerykański pastor Billy Graham. Nieznane są przyczyny zaproszenia Grahama do Korei Północnej, dziennikarz CNN Will Ripley zasugerował, że tym gestem Korea Północna, osłabiona po rozpadzie ZSRR, chciała poprawić relacje ze Stanami Zjednoczonymi. Zdaniem Grahama wizyta była możliwa, gdyż jego żona Ruth dzieciństwo spędziła w Pjongjangu, gdzie przed wojną koreańską jej rodzice pracowali jako misjonarze chrześcijańscy. Graham był pierwszym cudzoziemcem, który przemówił w kościele Bongsu w Pjongjangu. Podczas wizyty Graham przekazał Kim Ir Senowi i jego urzędnikom prywatną wiadomość od prezydenta Stanów Zjednoczonych George’a H.W. Busha w sprawie programu nuklearnego Korei Północnej. Zdaniem organizacji zajmujących się prawami człowieka oraz różnych grup religijnych, wizyta Grahama została wykorzystana do celów propagandowych. Graham był szczególnie traktowany przez władze Korei Północnej ze względu na oddaniu temu państwu dużej przysługi. Kim Ir Sen w 1992 roku podziękował pastorowi za intensywne szerzenie propagandy.
Za sprawą wizyty do Korei Północnej przybyli kolejni Amerykanie oraz organizacje humanitarne (w tym m.in. Samaritan’s Purse dostarczająca produkty rolne i mobilne kliniki stomatologiczne). W 1994 roku Graham ponownie odwiedził Koreę Północną, a jego żona Ruth w 1997.

## Prześladowania
Organizacja Open Doors zaliczyła Koreę Północną do państw, w których najbardziej prześladuje się chrześcijan (w rankingu Korea Północna zajmuje pierwsze miejsce od 2000 roku). Również w rankingu worldwatchlist.org Korea Północna zajmuje 1. miejsce w prześladowaniu chrześcijan. Dokładne informacje o liczbie uwięzionych chrześcijan nie są znane. Różne źródła podają, że w koreańskich obozach koncentracyjnych może znajdować się od 30 tys. chrześcijan, od 50 tys. do 70 tys. lub nawet 100 tys.
Za posiadanie Biblii grozi kara śmierci lub zesłanie do obozu wraz z rodziną. Chrześcijanie trafiający do obozów koncentracyjnych są oddzielani od innych więźniów, by nie mogli nawracać innych osadzonych.
W Korei Północnej dzieci są zachęcane do donoszenia na rodziców czytających Biblię.
Cornerstone Ministries podaje, że chrześcijanie pomimo strachu spotykają się potajemnie w kilkuosobowych grupach.
Znane przypadki karania chrześcijan z powodu wiary
- W 2004 został zamordowany generał Koreańskiej Armii Ludowej, który nawrócił się na chrześcijaństwo i przekonywał do tej religii żołnierzy[17].
- 25 grudnia 2009 misjonarz Robert Park trafił przez chińsko-północnokoreańską granicę do Korei Północnej, by przekonać Kim Dzong Ila do wypuszczenia więźniów politycznych i religijnych oraz prawdopodobnie także do nawrócenia Kim Dzong Ila na chrześcijaństwo[19]. Trafił do aresztu, gdzie przebywał 43 dni[19]. Podczas pobytu w więzieniu został dotkliwie pobity oraz napastowany seksualnie[19]. Po wydostaniu się z Korei Północnej pogorszył się jego stan psychiczny, przez co trafił do kalifornijskiego szpitala psychiatrycznego[19].
- W 2010 w prowincji P’yŏngan Południowy odkryto nielegalną wspólnotę chrześcijańską[6]. Aresztowano całą wspólnotę liczącą 23 osoby[6]. Trzech liderów wspólnoty skazano na karę śmierci, a pozostałych członków zesłano do obozu koncentracyjnego Yodok[6]. Część członków grupy przyjęła chrześcijaństwo podczas pracy sezonowej w Chinach[6].